# Wikipédia en cornique
Wikipédia en cornique (en cornique : Wikipedya Kernowek) est l'édition de Wikipédia en cornique, langue celtique brittonique anciennement parlée en Cornouailles en Angleterre. L'édition est lancée en juin 2004. Son code est : kw.
Au 21 mars 2025, l'édition en cornique contient 7 088 articles et compte 17 039 contributeurs, dont 28 contributeurs actifs et 2 administrateurs.
Les autres Wikipédia en langue celtique sont, pour les langues brittoniques, la Wikipédia en gallois qui compte 281 917 articles et la Wikipédia en breton qui en compte 87 990 et, pour les langues gaéliques, la Wikipédia en irlandais qui compte 61 558 articles, la Wikipédia en mannois qui en compte 6 854 et la Wikipédia en gaélique écossais qui en compte 15 987.

## Présentation

Évolution de l'aire de diffusion du cornique.

## Statistiques
- Le 11 mars 2015, l'édition en cornique compte 3 579 articles et 6 644 utilisateurs enregistrés[2], ce qui en fait la 171e[3] édition linguistique de Wikipédia par le nombre d'articles et la 192e[4] par le nombre d'utilisateurs enregistrés, parmi les 287 éditions linguistiques actives.
- Le 27 septembre 2022, elle contient 5 561 articles et compte 13 853 contributeurs, dont 25 contributeurs actifs et 2 administrateurs.
- Le 13 septembre 2024, elle contient 7 072 articles et compte 16 438 contributeurs, dont 31 contributeurs actifs et 3 administrateurs.